# Diocesi di Janaúba
La diocesi di Janaúba (in latino: Dioecesis Ianaubena) è una sede della Chiesa cattolica in Brasile suffraganea dell'arcidiocesi di Montes Claros. Nel 2021 contava 360.830 battezzati su 381.800 abitanti. È retta dal vescovo Roberto José da Silva.

## Territorio
La diocesi comprende 24 comuni nella parte settentrionale dello stato brasiliano di Minas Gerais: Janaúba, Catuti, Espinosa, Gameleira, Ibiracatu, Indaiabira, Jaíba, Mamonas, Mato Verde, Matias Cardoso, Monte Azul, Montezuma, Ninheira, Nova Porteirinha, Pai Pedro, Porteirinha, Riacho dos Machados, Rio Pardo de Minas, Santo Antônio do Retiro, São João do Paraíso, Serranópolis, Vargem Grande do Rio Pardo, Varzelândia e Verdelândia.
Sede vescovile è la città di Janaúba, dove si trova la cattedrale del Sacro Cuore di Gesù.
Il territorio si estende su una superficie di 29.296 km² ed è suddiviso in 33 parrocchie.

## Storia
La diocesi è stata eretta il 5 luglio 2000 con la bolla Maiori bono Christifidelium di papa Giovanni Paolo II, ricavandone il territorio dalle diocesi di Januária e di Montes Claros (oggi arcidiocesi).
Originariamente suffraganea dell'arcidiocesi di Diamantina, il 25 aprile 2001 è entrata a far parte della provincia ecclesiastica dell'arcidiocesi di Montes Claros.

## Cronotassi dei vescovi
Si omettono i periodi di sede vacante non superiori ai 2 anni o non storicamente accertati.
- José Mauro Pereira Bastos, C.P. † (5 luglio 2000 - 19 aprile 2006 nominato vescovo di Guaxupé)
- José Ronaldo Ribeiro (6 giugno 2007 - 24 settembre 2014 nominato vescovo di Formosa)
- Guerrino Riccardo Brusati † (27 maggio 2015 - 12 giugno 2019 dimesso)
- Roberto José da Silva, dal 12 giugno 2019

## Statistiche
La diocesi nel 2021 su una popolazione di 381.800 persone contava 360.830 battezzati, corrispondenti al 94,5% del totale.
| anno | popolazione | popolazione | popolazione | presbiteri | presbiteri | presbiteri | presbiteri                | diaconi | religiosi | religiosi | parrocchie |
| anno | battezzati  | totale      | %           | numero     | secolari   | regolari   | battezzati per presbitero | diaconi | uomini    | donne     | parrocchie |
| ---- | ----------- | ----------- | ----------- | ---------- | ---------- | ---------- | ------------------------- | ------- | --------- | --------- | ---------- |
| 2000 | 320.000     | 381.585     | 83,9        | 13         | 13         |            | 24.615                    |         |           | 15        | 13         |
| 2001 | 320.000     | 381.585     | 83,9        | 16         | 15         | 1          | 20.000                    |         | 1         | 23        | 11         |
| 2002 | 323.000     | 385.000     | 83,9        | 15         | 15         |            | 21.533                    |         |           | 23        | 11         |
| 2003 | 305.211     | 362.400     | 84,2        | 16         | 16         |            | 19.075                    |         |           | 29        | 11         |
| 2004 | 305.211     | 362.400     | 84,2        | 17         | 16         | 1          | 17.953                    | 2       | 1         | 28        | 12         |
| 2006 | 310.000     | 369.000     | 84,0        | 20         | 19         | 1          | 15.500                    | 2       | 15        | 34        | 11         |
| 2013 | 342.000     | 403.000     | 84,9        | 37         | 34         | 3          | 9.243                     | 2       | 17        | 16        | 29         |
| 2016 | 350.800     | 412.000     | 85,1        | 36         | 33         | 3          | 9.744                     | 2       | 3         | 16        | 30         |
| 2019 | 362.296     | 383.423     | 94,5        | 39         | 36         | 3          | 9.289                     |         | 3         | 22        | 34         |
| 2021 | 360.830     | 381.800     | 94,5        | 40         | 37         | 3          | 9.020                     | 2       | 3         | 22        | 33         |